# DAFX Conference
A International Conference on Digital Audio Effects, também conhecida como DAFX Conference, é um encontro de pesquisadores, professores, estudantes, musicistas, profissionais da indústria e entusiastas na pesquisa em processamento de sinal de áudio, acústica e disciplinas relacionadas a computação musical, que se reúnem para apresentar e discutir as inovações na área.
A conferência surgiu em 1998, como evolução do projeto “Digital Audio Effects”, iniciado pelo grupo EU-COST-G6, responsável pela cooperação e  produção científica a cerca do tema. A sigla DAFx tem o mesmo significado que o nome do projeto e também nomeia um livro escrito por pessoas da comunidade em torno da conferência.
Desde sua criação, o evento acontece anualmente, proporcionando insight relacionados ao desenvolvimento de efeitos de áudio digital para produção musical, fala, design de som e diversas outras aplicações.

## Tópicos de Interesse[1]
A conferência prioriza trabalhos, tutoriais e pesquisas autorais sobre os seguintes tópicos:
- Captura e análise de áudio e música
- Representação, transformação e modelagem de sinais de áudio
- Transmissão e ressíntese de áudio
- Efeitos e manipulação de som
- Percepção, psicoacústica e avaliação sonora
- Separação da fonte de som
- Síntese de som
- Composição e sonificação
- Projeto de hardware e software para áudio
- Recuperação da informação musical

## Edições Anteriores
A DAFX Conference conta com 24 edições realizadas ao redor do mundo. Elas são listadas a seguir:
- DAFX 2021 – Ambiente Online
- DAFX 2020 – Ambiente Online
- DAFX 2019 – Birmingham, Reino Unido
- DAFX 2018 – Aveiro, Portugal
- DAFX 2017 – Edimburgo, Escócia
- DAFX 2016 – Brno, Chéquia
- DAFX 2015 – Trondheim, Noruega
- DAFX 2014 – Erlangen, Alemanha
- DAFX 2013 – Maynooth, Irlanda do Norte
- DAFX 2012 – Iorque, Reino Unido
- DAFX 2011 – Paris, França
- DAFX 2010 – Graz, Áustria
- DAFX 2009 – Como, Itália
- DAFX 2008 – Espoo, Finlândia
- DAFX 2007 – Bordéus, França
- DAFX 2006 – Montreal, Canadá
- DAFX 2005 – Madrid, Espanha
- DAFX 2004 – Nápoles, Itália
- DAFX 2003 – Londres, Reino Unido
- DAFX 2002 – Hamburgo, Alemanha
- DAFX 2001 – Limerick, Irlanda
- DAFX 2000 – Verona, Itália
- DAFX 1999 – Trondheim, Noruega
- DAFX 1998 – Barcelona, Espanha